# XVII район (Взгужа-Кшеславицке)

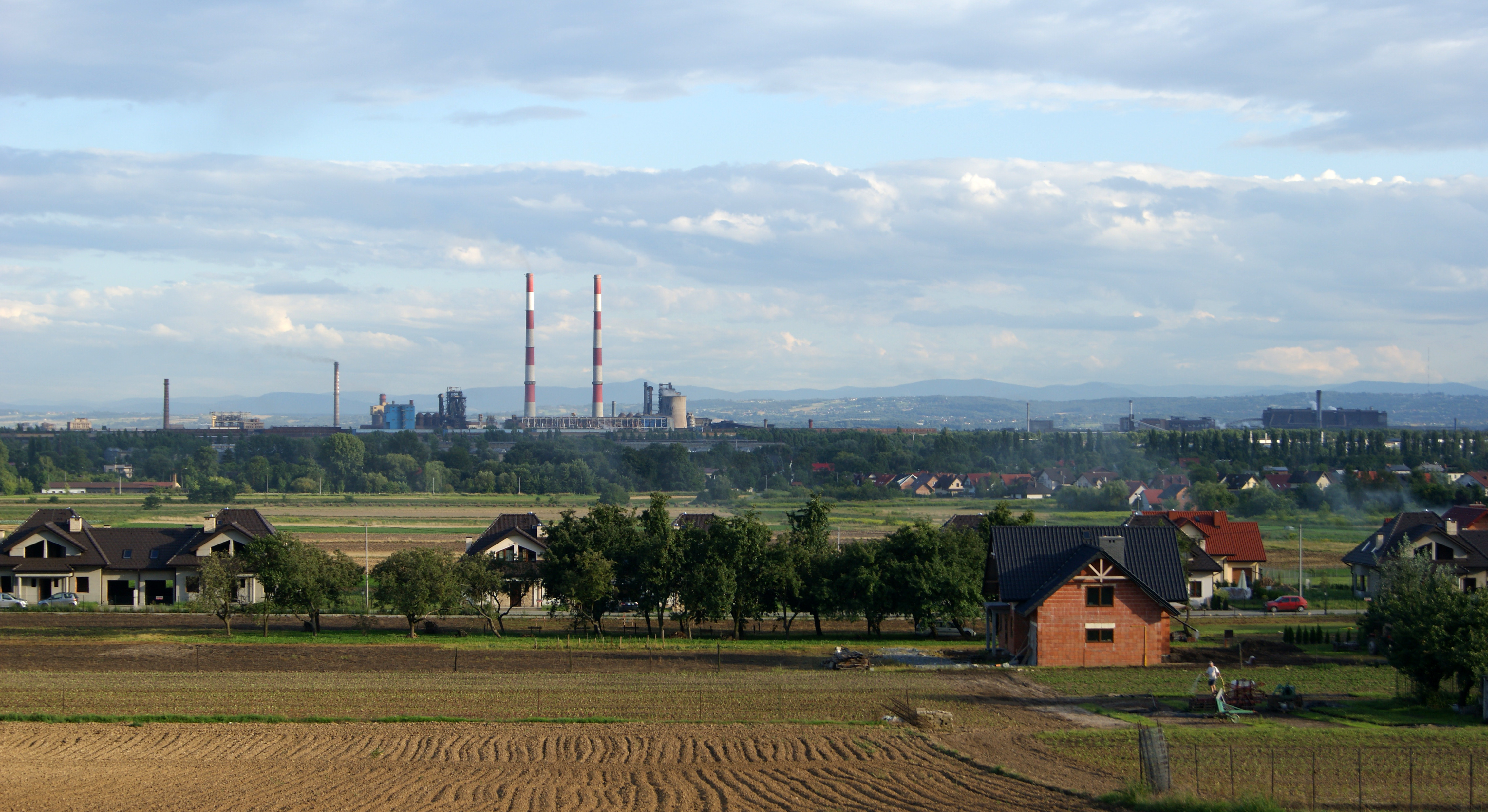
Вид оседле Любоча. На заднем плане Хута имени Сендзимира

Дзельница XVII Взгу́жа-Кшеслави́цке (пол. Dzielnica XVII Wzgórza Krzesławickie) — дзельница, административно-территориальная и вспомогательная единица Краковской городской гмины, один из 18 административных районов Кракова. Администрация дзельницы располагается по адресу Osiedle Na Stoku, 15.

## География
Дзельница XVI Взгужа-Кшеславицке граничит на западе с дзельницами XV Мистшеёвице и XVI Беньчице и на юге с дзельницей XVIII Нова-Хута.
Площадь дзельницы составляет 2.380,12 гектаров. В состав дзельницы входят оседле Вадув, Венгжиновице, Длубня, Грембалув, Зеславице, Канторовице, Кшеславице, Любоча, Лучановице, Оседле На-Стоку, Оседле На-Взгужах,

## История
До 1990 года территория современной дзельницы входила в Дзельницу Нова-Хута. Современная дзельница была учреждена 27 марта 1991 года решением № XXI/143/91 городского совета Кракова. Современные границы дзельницы были утверждены решением городского совета № XVI/192/95 от 19 апреля 1995 года.
До 24 мая 2006 года дзельница наименовалась как Дзельница Грембалув.

## Население
Численность населения дзельницы составляет 20.312.

## Достопримечательности

### Памятники культуры
Памятники культуры Малопольского воеводства:
| Изображение | Русское название                          | Польское название                         | Местоположение |
| ----------- | ----------------------------------------- | ----------------------------------------- | -------------- |
|             | Евангелическое кладбище                   | Cmentarz Ewangelicki                      |                |
|             | Главный бронированный форт 49 ¼ Грембалув | Fort pancerny główny 49 ¼ «Grębałów»      |                |
|             | Главный бронированный форт 49а Длубня     | Fort pancerny główny 49a Dłubnia          |                |
|             | Усадьба Бадени                            | Dwór Badenich                             |                |
|             | Форт 49 Кшеславице                        | Fort główny artyleryjski 49 «Krzesławice» |                |
|             | Церковь святого Иоанна Крестителя         | Kościół św. Jana Chrzciciela              |                |

### Другие достопримечательности
- Грембаловское кладбище;
- Усадьба Яна Матейко — музей;
- Зелёный парк;
- Зеславицкий залив;
- Склад амуниции;
- Церковь Божьего Милосердия;
- Церковь Святейшего Сердца Иисуса;
- Церковь святого Станислава;